# Objectivisme
L'objectivisme és el sistema filosòfic desenvolupat per la filòsofa russoestadounidenca Ayn Rand (Alisa Zinovievna Rosenbaum, Sant Petersburg, 1905—Nova York, 1982). Presenta posicions pròpies en metafísica, epistemologia, ètica, política i estètica.
Breument, l'objectivisme sosté que existeix una realitat independent de la ment humana, que els individus tenen contacte amb aquesta realitat per mitjà de la percepció dels sentits i adquireixen coneixement processant les dades perceptives, utilitzant la raó (o la «identificació no contradictòria»). El propòsit moral de la vida és la cerca de la pròpia felicitat o «interès propi racional», i que l'únic sistema social d'acord amb aquesta moralitat és el del capitalisme pur (anomenat també capitalisme laissez-faire).
Rand presenta la seva filosofia «per viure a la Terra», arrelada a la realitat i orientada a la recerca del coneixement del món natural, refusant la religió, i aconseguint interaccions harmonioses entre els éssers humans i mútuament profitoses. Tot i ser relativament conegut, l'objectivisme és una influència filosòfica important del pensament modern, i a la vegada controvertit.
Rand, considerada mentor ideològica dels economistes més liberals, defensava que l'egoisme era el "bé" i l'altruisme "el mal", que les persones pobres en el sistema capitalista eren "paràsits", i qualificava de superiors o "superhomes" els més rics, ja que sostenia la teoria que tots s'havien enfrontat lliurement als mateixos reptes, perills i circumstàncies. Considerava per tant que havia de beneficiar els més "valuosos". S'oposava a tota mena de programes socials i a la mateixa existència de l'"interès públic". El seu pensament s'ha popularitzat entre la dreta nord-americana.
Per als crítics amb l'objectivisme, aquesta filosofia "No té cap altre propòsit pràctic que promoure els interessos econòmics de les persones riques que el financen, l'única funció del seu pensament és justificar la riquesa, excusar la pobresa i normalitzar el tipus de guerra hobbesiana de tots contra tots que Rand considerava la societat ideal".